# Jean-Michel Jarre
Jean-Michel André Jarre (Lione, 24 agosto 1948) è un musicista e compositore francese.
Viene principalmente ricordato in Italia per l'album Oxygène del 1976, registrato in uno studio improvvisato nella sua abitazione e che grazie alle sue dodici milioni di copie vendute è rimasto il suo più grande successo commerciale. Jarre ha mantenuto uno standard di popolarità alto. Fino a oggi risulta aver venduto circa ottanta milioni di copie fra album e singoli.
È stato il primo musicista occidentale a esibirsi nella Repubblica Popolare Cinese e occupa cinque posizioni su venti nel Guinness dei primati per i più grandi concerti della storia, come quello tenuto a Mosca nel 1997, atto a celebrare l'ottocentocinquantesimo anniversario della città. Dal 2013 al 2020 è stato presidente della Confederazione internazionale delle società di autori e compositori (di cui fa parte, per l'Italia, la SIAE).

## Biografia

### Infanzia, influenze ed educazione
Jean-Michel André Jarre nasce a Lione il 24 agosto 1948, figlio del compositore Maurice Jarre. La madre, France Pejot, fu invece membro della resistenza francese e sopravvissuta dei campi di concentramento. I genitori si separarono quando Jean-Michel aveva cinque anni, il padre si trasferì negli Stati Uniti e il figlio, che rimase a vivere con la madre nei sobborghi di Parigi, non lo rivide più sino all'età di diciotto anni.
Jarre apparteneva a una famiglia colma di tradizioni artistiche: il nonno paterno, André Jarre, fu un oboista, un ingegnere e un inventore. André perfezionò il primo mixer audio, utilizzato a Radio Lyon, e regalò a Jean-Michel il suo primo registratore. Per i primi otto anni della sua vita, Jarre visse sei mesi l'anno nell'appartamento del nonno nel distretto Perrache di Lione, su corso Verdun. In questi anni passò molto tempo a osservare dalla finestra dell'appartamento le esibizioni di musicisti di strada. Successivamente ha più volte dichiarato di essere stato influenzato dalla musica di questi artisti, e che tracce di quest'influenza si possono trovare soprattutto nell'album Équinoxe, e in particolare nel brano Equinoxe Part 8.
A cinque anni cominciò a studiare il pianoforte. L'esperienza si rivelò complessa, ma qualche anno dopo egli cambiò insegnante e cominciò a lavorare sulle scale musicali. Il suo generale interesse per gli strumenti musicali fu acceso dalla scoperta dell'esistenza di una "tromba-violino", creata da Boris Vian, ritrovata in un mercato di Saint-Ouen dove la madre vendeva oggetti di antiquariato. Quest'ultima lo portava da alcuni amici dello jazz club Le Chat Qui Pêche di Parigi dove si esibivano regolarmente musicisti quali i sassofonisti Archie Shepp e John Coltrane e i trombettisti Don Cherry e Chet Baker. Come da lui dichiarato, il jazz introdusse in Jarre l'idea che la musica dovesse essere "descrittiva di per sé, senza bisogno di un testo cantato".
Inoltre, il suo stile venne ulteriormente influenzato dai lavori dell'artista francese Pierre Soulages: a quindici anni egli assistette a una mostra del pittore al Musée d'art moderne de la Ville de Paris. Soulages dipingeva utilizzando strati a consistenza multipla, e Jarre rifletté successivamente sull'esperienza dicendo di essere arrivato alla conclusione che "con suoni e frequenze un musicista poteva lavorare con la musica come un pittore lavora con i colori". Altro elemento che lo influenzò fu la musica classica: in un'intervista del 2004 al The Guardian spiegò dell'effetto che ebbe su di lui l'ascolto di un'esibizione dell'opera di Igor' Fëdorovič Stravinskij, La sagra della primavera, succeduta da ascolti di musica del tutto diversa:
(Jean-Michel Jarre)
A diciassette anni, ispirato dalle opere di Soulages, iniziò a coltivare l'hobby della pittura ed espose alcune delle sue opere alla galleria d'arte di Lione L'Œil Écoute. La sua prima esperienza musicale fu come chitarrista in un gruppo chiamato Mystère IV. Mentre frequentava il Liceo Michelet, sua madre gli fece prendere lezioni di armonia, contrappunto e fuga al Conservatoire national supérieur de musique et de danse de Paris.
Nel 1968 cominciò a sperimentare musica con tape loop, radio e altri macchinari elettronici. Un anno dopo si unì al Groupe de recherches musicales sotto la direzione di Pierre Schaeffer, il "padre" della musica concreta, e Pierre Henry. Il periodo di permanenza al GRM e il pensiero base di Schaeffer (secondo il quale "la musica non è fatta di note ma di suoni") influenzarono molto la sua formazione musicale. Fu lo stesso Schaeffer a fargli conoscere i sintetizzatori Moog modular, divenuti poi tra gli strumenti più usati nella sua musica.
Nello stesso anno si trasferì a vivere a Parigi, vicino agli Champs-Élysées, e nella cucina di casa sua costruì un piccolo studio di registrazione, con un EMS VCS3, un Synthi AKS e due registratori Revox.

### I primi lavori: 1969-1975

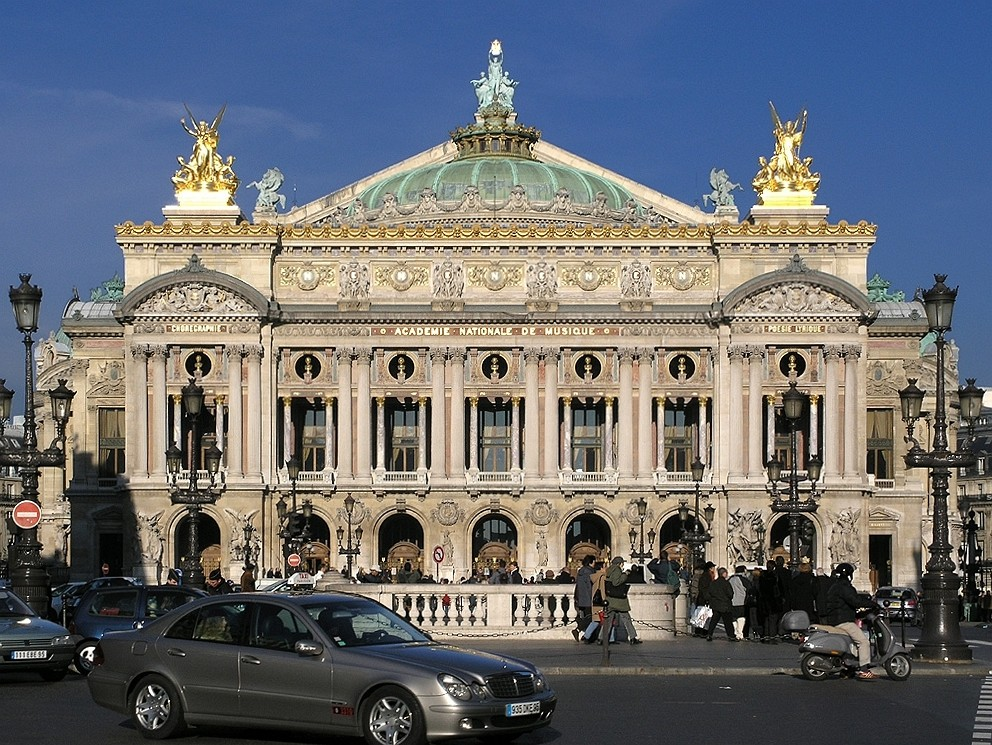
Palais Garnier a Parigi

La prima composizione ufficiale risale al 1969, quando Jarre scrisse un brano di cinque minuti dal titolo "Happiness is a Sad Song" per un'esposizione al Maison de la Culture di Reims. Il brano venne pubblicato e reso disponibile per il commercio, solo nel 2011, nell'album raccolta Essential & Rarities. Successivamente lavorò nello studio di Karlheinz Stockhausen a Colonia.
Allo stesso anno risale la prima pubblicazione ufficiale, il singolo La Cage/Erosmachine, contenente due composizioni sperimentali. Nel 1971 il coreografo Norbert Schmucki gli commissionò un balletto da presentare a Palais Garnier, chiamato AOR (luci ad Hebrew). Le composizioni per il balletto sono state pubblicate solo nel 2008, fatta eccezione per AOR Bleu 2002 (Metallic Souvenir), eseguita al concerto e pubblicata nell'album Live Printemps de Bourges 2002. Oltre a questo, Jarre scrisse altre musiche per balletti, rappresentazioni teatrali, pubblicità e programmi televisivi, e anche musiche e testi per artisti quali Patrick Juvet e Christophe.
Nel 1972 compose la colonna sonora per il film Les Granges Brûlées, risalente al 1972 e pubblicata nel 1973 anche su disco, e quella per il Festival Internazionale di Magia. Nello stesso anno uscì il suo primo album solista, Deserted Palace, una raccolta di composizioni per pubblicità e programmi televisivi scritte negli anni precedenti. Fra il 1973–74 scrisse musica per Françoise Hardy e Gérard Lenorman, e partecipò come regista al concerto di Christophe all'Olympia.

### I grandi successi: 1976-1982

#### Oxygène

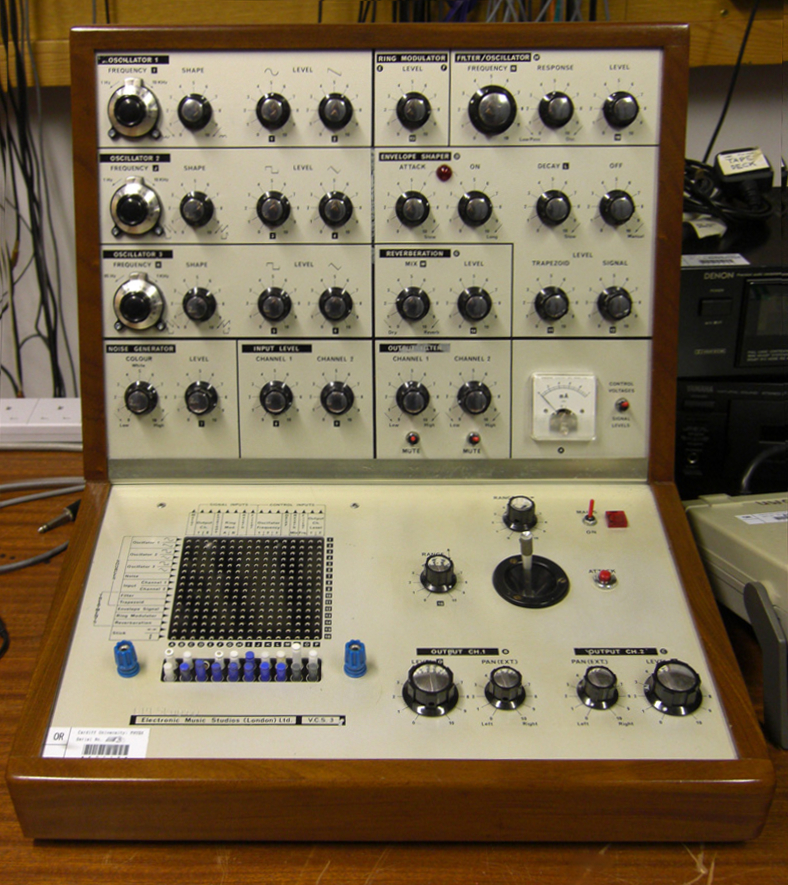
Il VCS3, uno degli strumenti più usati nella realizzazione di Oxygène

Benché durante i primi anni di attività abbia pubblicato varie composizioni con il suo nome, il debutto internazionale avvenne solo nel 1976 con l'album Oxygène. Il disco, che consisteva in sei brani numerati come "parti" senza un titolo preciso, faceva largo uso di melodia, piuttosto che di ritmo o dissonanza, e venne realizzato con strumentazione interamente analogica al fine di creare un suono articolato e melodioso. La strumentazione con cui l'album fu realizzato comprendeva l'organo elettronico Eminent 310, la drum machine Korg Minipop e un largo uso dell'eco per riempire i suoni ed effetti generati dal sintetizzatore VCS3.
(Jean-Michel Jarre)
L'album fu inizialmente rifiutato da molte case discografiche ma, grazie all'aiuto di Hélène Dreyfus, anch'ella ex studentessa di Pierre Schaeffer, Jarre conobbe il marito di quest'ultima Francis, proprietario dell'etichetta Disques Dreyfus grazie al quale incise Oxygéne. Le prime 50.000 copie stampate vennero pubblicizzate in negozi di hi-fi, discoteche e locali
Nell'aprile 1977 il disco aveva venduto settantamila copie nella sola Francia e il successo fu tale che, durante lo stesso anno, la rivista People lo elesse personaggio dell'anno. Intervistato dalla rivista Billboard, il direttore artistico della Dreyfus, Stanislas Witold, affermò che «la Dreyfus riponeva grandi aspettative su Jean-Michel Jarre. C'è qualcosa di eccezionale in lui, e siamo sicuri che entro il 1980 sarà conosciuto in tutto il mondo».
Oxygène vendette circa dodici milioni di copie in tutto il mondo, e resta a tutt'oggi l'album di un artista francese più venduto di sempre. Il disco raggiunse anche la seconda posizione della classifica britannica e irruppe nella top 100 americana. L'album conteneva quello che poi diventò probabilmente il brano più conosciuto di Jarre, Oxygène IV, che come singolo raggiunse la quarta posizione della classifica britannica.

#### Équinoxe

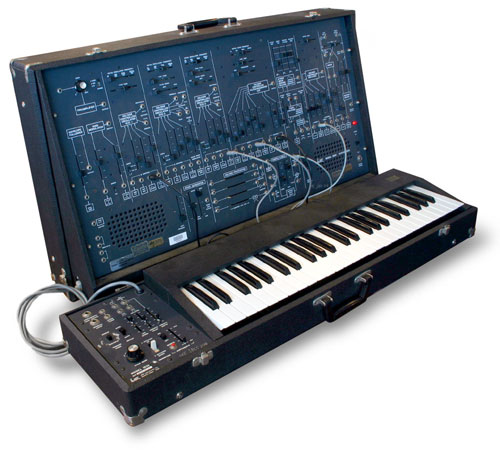
L'ARP 2600, largamente usato da Jarre in Equinoxe e negli album successivi

Il secondo album, Équinoxe, venne pubblicato nel 1978 e si distingue dal predecessore per lo stile più barocco e dallo sviluppo melodico più enfatico. Nella realizzazione dell'album, Jarre fece largo uso di sequenziatori, in particolare nei bassi.
Pur non riuscendo a bissare il successo commerciale di Oxygène (Équinoxe raggiunse infatti l'undicesima posizione nella classifica britannica contro la seconda del predecessore), la sua pubblicazione fu succeduta da un enorme concerto tenuto a Place de la Concorde di Parigi, durante il Giorno della Bastiglia, festa nazionale transalpina, nel 1979. L'evento, il cui ingresso fu gratuito, richiamò circa un milione di spettatori (tra cui figurò anche Mick Jagger), facendo segnare un record mondiale per il più alto numero di spettatori accorsi a un evento all'aperto. Altri cento milioni di persone assistettero all'evento via televisione. Il successo del concerto non fu del tutto atteso; la folla fu talmente tanta che Charlotte Rampling, al tempo moglie di Jarre, ebbe non poche difficoltà a raggiungere la piazza.
Benché non fosse la prima volta che si esibiva in concerto (si ricorda l'esibizione al Paris Opera Ballet), quest'evento, arricchito da una coreografia di proiezioni luminose e fuochi d'artificio, fu il punto di partenza per i suoi futuri concerti. Questa performance aumentò in maniera considerevole anche la sua popolarità: tra luglio e agosto del 1979, le vendite di Équinoxe aumentarono raggiungendo le 800.000 copie. Fu anche il punto di partenza del suo rapporto con Francis Rimbert: portato come assistente da Michael Geiss, durante le prove Jarre utilizzò i sintetizzatori di Rimbert per il set-up della performance. Inizio quindi per Rimbert una collaborazione a tempo pieno con Jarre, sia in studio che durante i concerti. Nel 1979 alcune tracce furono utilizzate per il film Il morbo di Amburgo (Die Hamburger Krankheit) con la regia di Peter Fleischmann.

#### Les Chants Magnétiques

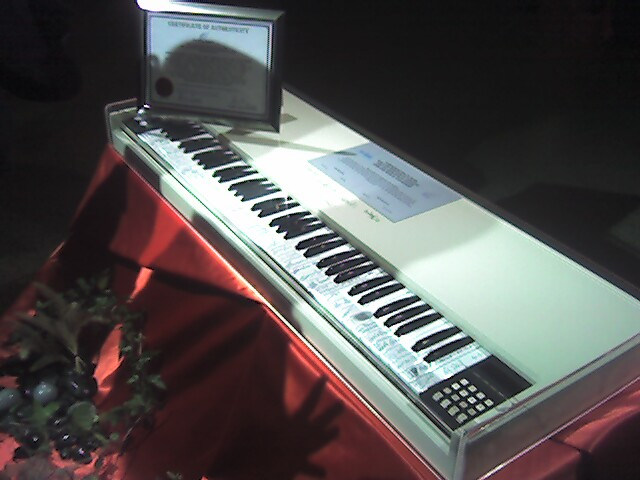
Il Fairlight CMI, il primo sintetizzatore/campionatore

Al momento della pubblicazione di Les Chants Magnétiques (titolo inglese Magnetic Fields), il 20 maggio 1981, i due precedenti lavori avevano venduto insieme circa sei milioni di copie. Nei primi due mesi di vendita, Les Chants Magnétiques vendette duecentomila copie nella sola Francia. I suoni usati nell'album erano principalmente basati sulle potenzialità del Fairlight CMI. Il CMI permise a Jarre di continuare la sperimentazione acustica dei suoi primi lavori, utilizzando la tecnologia digitale per processare e sviluppare suoni più semplici. Insieme a Peter Gabriel fu il primo musicista a sfruttare le potenzialità del CMI e a utilizzarlo.
La pubblicazione di Les Chants Magnétiques coincise con il suo primo tour internazionale. Nello stesso anno l'ambasciata britannica in Cina regalò a Radio Bejing alcune copie di Oxygène ed Équinoxe. I brani dei due album furono i primi di un musicista straniero a essere trasmessi da una radio cinese. Jarre venne invitato a essere il primo musicista occidentale a esibirsi in Cina dopo la Rivoluzione culturale. Venne pianificato un tour interamente cinese, The Concerts in China, dal 18 ottobre al 5 novembre 1981. Il primo concerto tenuto a Pechino venne seguito principalmente da personalità del governo. Prima dell'inizio della performance i tecnici si accorsero che non c'era abbastanza potenza per collegare gli strumenti e l'impianto sonoro dell'auditorium. Il problema fu risolto da funzionari cinesi togliendo parte dell'elettricità al vicinato per l'intera durata del concerto.
L'auditorium era quasi pieno all'inizio del concerto, ma si svuotò man mano che il tempo passava e rimase praticamente vuoto molto prima della fine del concerto. Questo perché i bus cinesi terminavano il loro servizio alle 22. Per stimolare l'aumento del pubblico la seconda sera, Jarre e la sua produzione acquistarono alcuni biglietti del concerto e li regalarono ai bambini che incrociavano per strada (originariamente Jarre voleva organizzare l'evento gratis, ma le autorità cinesi fissarono il prezzo dei biglietti a £0.20 per i bambini e £0.50 per gli adulti). Il concerto fu caratterizzato da una mancanza di coinvolgimento del pubblico: i cinesi parevano perplessi dalla musica e dagli spettacoli di luci e durante le pause non ci furono applausi. Al terzo appuntamento, tenutosi a Shanghai, la storia non si ripeté: Jarre incoraggiò il pubblicò a partecipare attivamente saltando sulla folla, che cambiò atteggiamento diventando esuberante e festosa. Il concerto venne registrato e pubblicato in un doppio disco, The Concerts in China nel 1982, e durante lo show venne utilizzata l'arpa laser, che diverrà uno degli strumenti più famosi utilizzati nei suoi concerti.

### 1983-1989

#### Musique pour Supermarché
Il 5 luglio 1983 Jarre mise all'asta l'unico vinile esistente del suo nuovo album, Musique pour Supermarché. La musica venne creata per un'esibizione pianificata alla mostra d'arte "Supermarchè". L'asta venne effettuata all'Hotel Drouot di Parigi, prima che Jarre consegnasse all'emittente radiofonica "Radio Luxembourg" i master delle registrazioni, che vennero messi in onda senza interruzioni, per poi essere distrutti. L'asta si concluse per settantamila franchi, che vennero devoluti in beneficenza.

#### Zoolook

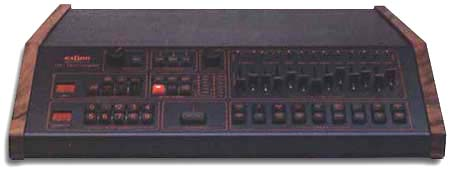
Una drum machine Linn LM-1, la prima nella storia a usare campionamenti di batterie acustiche

Benché i master di Music for Supermarkets fossero stati distrutti, parti del lavoro vennero riutilizzate nel sesto album in studio, Zoolook. L'album combinava i suoni di sintetizzatori analogici con parti di musica etnica vocale, e, come nel precedente album, il Fairlight CMI ebbe un ruolo chiave nella realizzazione, in particolare per la sua funzione di campionatore. L'album, infatti, conteneva campionamenti di voci che pronunciavano parole e frasi in svariate lingue del mondo, per creare un diverso range di suoni ed effetti. Laurie Anderson collaborò nella parte vocale del brano "Diva", e una lunga lista di altri artisti tra cui Adrian Belew e Marcus Miller diedero il loro contributo nei brani dell'album. Per via della natura sperimentale e poco commerciale dei suoni, questo album ebbe un successo inferiore rispetto ai precedenti, e si piazzò solo al quarantasettesimo posto della classifica britannica.
(JeanMichel Jarre)

#### Rendez-Vous

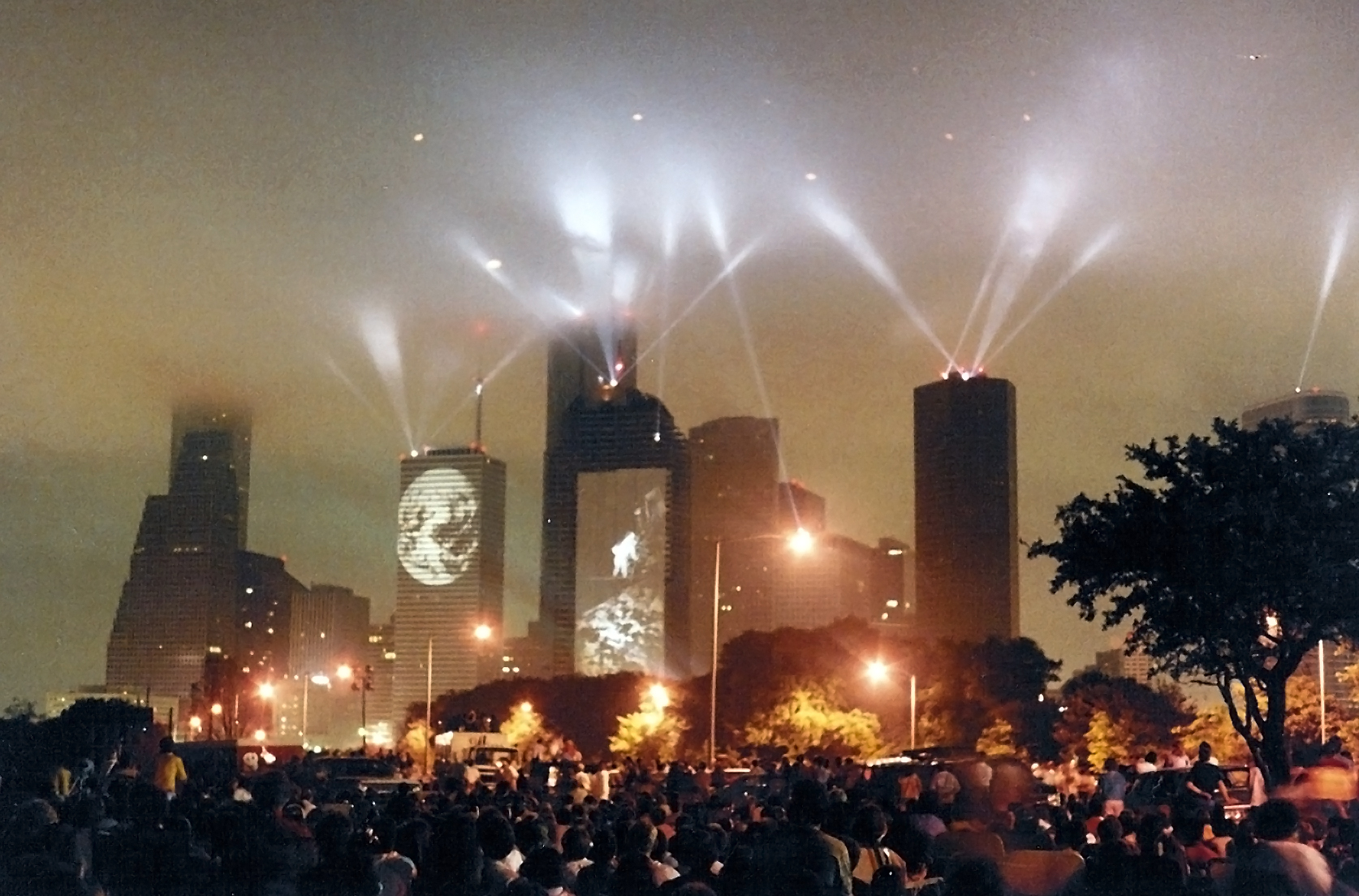
La skyline di Houston durante il concerto Rendez-Vous Houston

Nel 1985 Jarre fu invitato dal direttore musicale dell'Houston Grand Opera a tenere un concerto in città per celebrare i centocinquanta anni dello Stato del Texas e della città stessa. Impegnato con altri progetti, inizialmente rifiutò la proposta, ma poi ci ripensò e decise di visitare prima Houston. Rimanendo impressionato dalla skyline della città americana, decise di cambiare idea e accettare la proposta. In concomitanza con queste celebrazioni venne contattato anche dalla NASA per integrare nello show anche il 25º anniversario della fondazione del Lyndon B. Johnson Space Center.
Per l'occasione decise di scrivere e pubblicare un nuovo album. Rendez-Vous, che vide la luce in concomitanza con l'evento, ebbe un periodo di registrazione di due mesi e, come era accaduto anche nel precedente Zoolook, riutilizzò nelle sue composizioni parti di Musique pour Supermarché. Jarre lavorò con alcuni astronauti inclusi l'amico Bruce McCandless, e, Ronald McNair, che come hobby era anche un musicista Jazz. Ne uscì un album caratterizzato dall'uso anche di strumenti acustici quali corno francese, trombone e saxofono, misti al sound elettronico di sintetizzatori come l'Elka Synthex, usato in particolare in Second Rendez-Vous, brano che viene eseguito dal vivo con l'arpa laser.
Al concerto, che fu intitolato Rendez-Vous Houston, venne previsto che la parte di saxofono di Last Rendez-Vous sarebbe stata affidata a Ron McNair, che, impegnato in una missione, avrebbe suonato in diretta dallo spazio, collegato al palco da un enorme maxi-schermo. Questo non fu possibile, poiché McNair fu vittima del disastro dello Space Shuttle Challenger il 28 gennaio 1986. Immediatamente dopo la strage si decise di cancellare il concerto, ma più avanti Jarre fu contattato da McCandless che gli chiese di suonare in memoria delle vittime dell'incidente. Il brano Last Rendez-Vous venne rinominato Ron's Piece, in memoria di McNair.
(Jean-Michel Jarre)

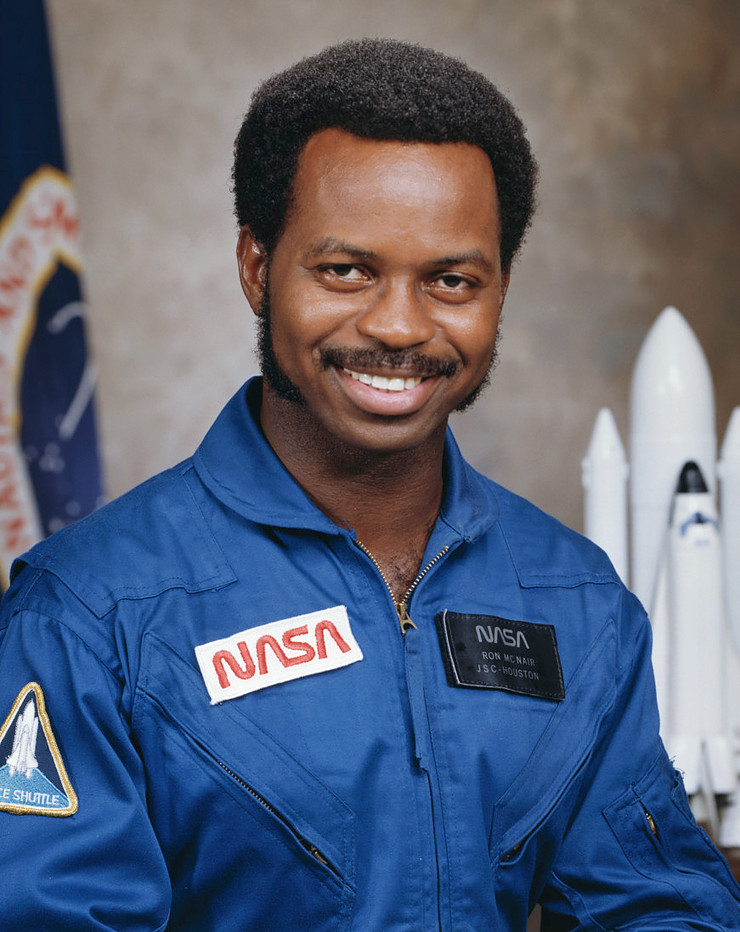
Ronald McNair, l'astronauta-musicista vittima del disastro dello Space Shuttle Challenger

Circa duemila proiettori giganti trasmisero le immagini dell'evento, trasformando la skyline di Houston in uno sfondo spettacolare, accompagnato da giochi di luci, laser e fuochi d'artificio. Rendez-vous Houston entrò nel Guinness dei primati per il milione e mezzo di spettatori che assistettero all'evento e ne fecero il più grande concerto all'aperto di sempre battendo il precedente record stabilito nel concerto a Place de la Concorde. "Ron's Piece" fu suonato da Kirk Whalum.
Qualche mese dopo, circa un milione di persone assistettero al concerto Rendez-Vous Lyon, celebrazione della visita del Papa Giovanni Paolo II alla città natale di Jarre, Lione. Il Papa, che assistette all'evento dalla cattedrale di Lione, diede inizio al concerto con una benedizione di buona notte.
L'album In Concert Houston-Lyon, pubblicato poco dopo il concerto di Lione, raccoglieva alcuni estratti della performance e del concerto ad Houston.

#### Revolutions

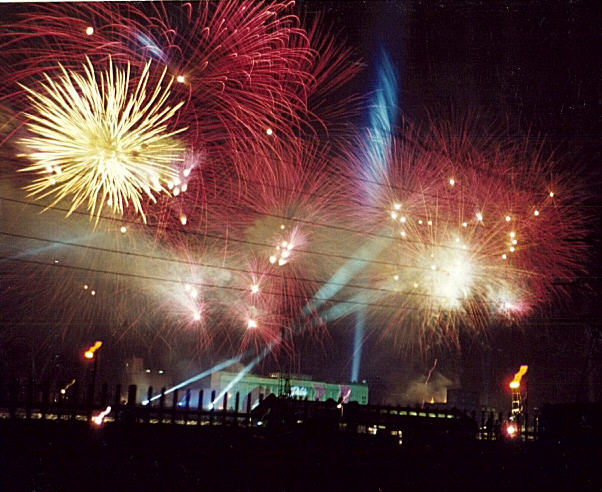
I fuochi d'artifico durante il concerto Destination Docklands

Nel 1988 Jarre pubblicò il suo ottavo album in studio, Revolutions. L'album, dedicato ai bambini rimasti vittime degli scontri durante le varie rivoluzioni (vengono citate la Rivoluzione industriale, la Rivoluzione giapponese, la Rivoluzione francese) spaziava fra generi vari, tra cui musica d'ispirazione araba, guitar pop ed electro-jazz. Nel brano London Kid, Jarre collaborò con Hank Marvin, leader dei The Shadows.
Un concerto di due ore, intitolato Destination Docklands, venne pianificato per il 24 settembre 1988 al Royal Victoria Docks nella zona est di Londra. La location, vicina al centro di Londra, venne scelta in parte per la desolazione del vicinato, ma anche perché egli stesso reputò che le architetture e l'ambiente fossero ideali per la sua musica. Problemi di sicurezza e perplessità fecero slittare i tempi e il concerto si divise in due performance, l'8 e il 9 ottobre.
Oltre ad altre migliaia situate nelle strade vicine e nel parco adiacente al luogo, duecentomila persone assistettero al concerto dove si esibì con vari ospiti, tra cui alla chitarra Hank Marvin. La performance non si svolse senza problemi: il cattivo tempo, con vento e pioggia, minacciò di danneggiare il palco, e benché i piani originali volessero un palco galleggiante sul Royal Victoria Dock, il vento di oltre trenta nodi ne impedì la realizzazione. Il pubblico, tra cui era presente la principessa Diana del Galles, fu costretto verso la fine del concerto a scappare a causa del forte vento e della pioggia. Alcuni brani eseguiti nel concerto vennero successivamente inclusi nell'album Destination Docklands.

### 1990-1999

#### En attendant Cousteau

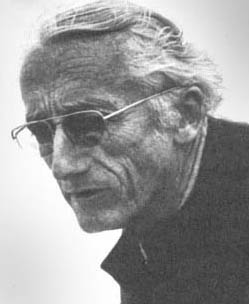
Jacques-Yves Cousteau, oceanografo a cui è dedicato l'album En attendant Cousteau

Nel 1990, ispirato dall'oceanografo francese Jacques-Yves Cousteau, Jarre pubblicò En attendant Cousteau. All'album seguì un concerto, tenuto nel Giorno della Bastiglia 1990 a La Défense di Parigi, che, battendo i precedenti record, entrò nel Guinness dei Primati per aver attirato un numero approssimato di due milioni di spettatori. Successivamente venne deciso di organizzare un concerto vicino alle piramidi di Teotihuacan, in Messico, durante l'eclissi solare dell'11 luglio 1991. La realizzazione del progetto non fu possibile poiché a pochi giorni dall'evento il cargo contenente parte della scenografia affondò in mare.

#### Chronologie
Nel 1993 Jarre pubblicò il primo lavoro fortemente influenzato dalla scena techno, che cominciò a svilupparsi attorno al 1989. Intitolato Chronologie, l'album fu sostanzialmente una revisione del concetto musicale sviluppato in Oxygène ed Équinoxe, dove una grandiosa introduzione offriva un suono più emozionale rispetto ai successivi e più ritmici brani successivi.
(Jean-Michel Jarre)

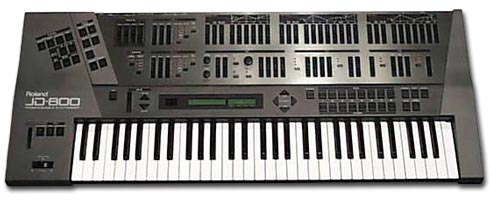
Il Roland JD-800, sintetizzatore di nuova generazione utilizzato in Chronologie

Assieme alla tradizionale collezione di strumenti, comprendente l'ARP 2600, il VCS3 e il Minimoog, Jarre utilizzò alcuni nuovi sintetizzatori all'avanguardia, come il Roland JD-800 e il Kurzweil K2000.
La pubblicazione di Chronologie fu succeduta dal primo tour europeo del musicista francese, denominato Europe in Concert. Le varie performance videro un'affluenza inferiore rispetto allo standard dei concerti, e l'utilizzo di una scenografia più modesta, composta principalmente da fuochi d'artificio e giochi di luce. I concerti si svolsero in località quali Losanna, Le Mont-Saint-Michel, Londra, Manchester, Barcellona, Siviglia, Parigi. L'11 marzo 1994 tenne un concerto ad Hong Kong, in occasione dell'inaugurazione del nuovo stadio. L'evento, diversamente dalle date del tour, fece segnare il tutto-esaurito e fu organizzato con una coreografia comprendente ballerine brasiliane e una serie di animatori. Alla fine del tour venne pubblicato un disco, Hong Kong: nonostante il titolo lasciasse pensare a una raccolta contenente i brani della performance cinese, nell'album la maggior parte dei brani vennero registrati durante le performance del tour Europe in Concert.
Nel Giorno della Bastiglia 1995 si esibì in un concerto davanti alla Torre Eiffel, denominato Concert pour la Tolérance, in commemorazione al 50º anniversario dell'UNESCO. La torre venne illuminata per l'occasione con l'installazione di alcuni display permanenti. Nel dicembre seguente Jarre creò un sito web chiamato A Space for Tolerance. Il sito conteneva musica proveniente da En attendant Cousteau, suonata mentre sullo schermo apparivano una varietà di "parole visive".

#### Oxygène 7–13

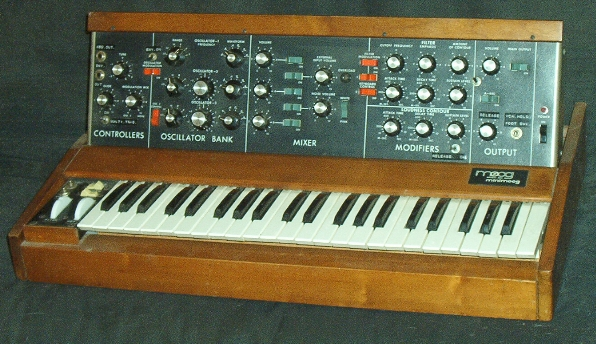
Il Minimoog, strumento tra i più utilizzati da Jarre.

Dopo anni di sperimentazione con tecnologia moderna, in Oxygène 7-13, album pensato come seguito di Oxygène, Jarre ritornò a utilizzare i sintetizzatori analogici degli anni settanta. L'album venne pubblicato nel 1997, circa 20 anni dopo Oxygène, dedicato a Pierre Schaeffer, suo mentore al Groupe de recherches musicales e inventore della musica concreta, morto nel 1995.
Il 6 settembre dello stesso anno l'Università statale di Mosca fu lo sfondo per il concerto Oxygène in Moscow, con una scenografia costituita da un enorme insieme di display che proiettavano immagini. L'evento, che celebrava l'850º anniversario della città russa, fu seguito da circa 3.5 milioni di spettatori, facendo segnare il suo quarto ingresso nel Guinness World Record per l'evento più grande all'aperto mai organizzato. I funerali della Principessa Diana si tennero nello stesso giorno, e durante il concerto le venne dedicato il brano Souvenir of China, succeduto da un minuto di silenzio.
Nel luglio 1998 diventò il primo artista a fare da portavoce per la Federazione internazionale dell'Industria Fonografica. Egli radunò centinaia di musicisti in una petizione verso il Parlamento Europeo riguardo alla proposta di direttiva sul copyright. Fu succeduto nel ruolo dai The Corrs nel luglio 2000.
Il 31 dicembre 1999 Jarre tenne un concerto di tre ore nel deserto egiziano vicino Giza. The Twelve Dreams of the Sun venne organizzato per celebrare l'arrivo del nuovo millennio e i 5000 anni di civilizzazione dell'Egitto e offrì un'anteprima del nuovo album, il dodicesimo in studio, Métamorphoses. Cominciato la sera del giorno precedente e durato fino all'alba del nuovo millennio, lo show vide la collaborazione di più di 1000 artisti e musicisti locali, e fu basato su un'antica mitologia egiziana riguardo al viaggio del sole e i suoi effetti sull'umanità. Le melodie elettroniche vennero accompagnate da musica Western Jazz con ritmi e melodie arabeggianti, e da una scenografia di proiezioni laser sullo sfondo delle piramidi e del deserto del Sahara.

### 2000-2009

#### Métamorphoses

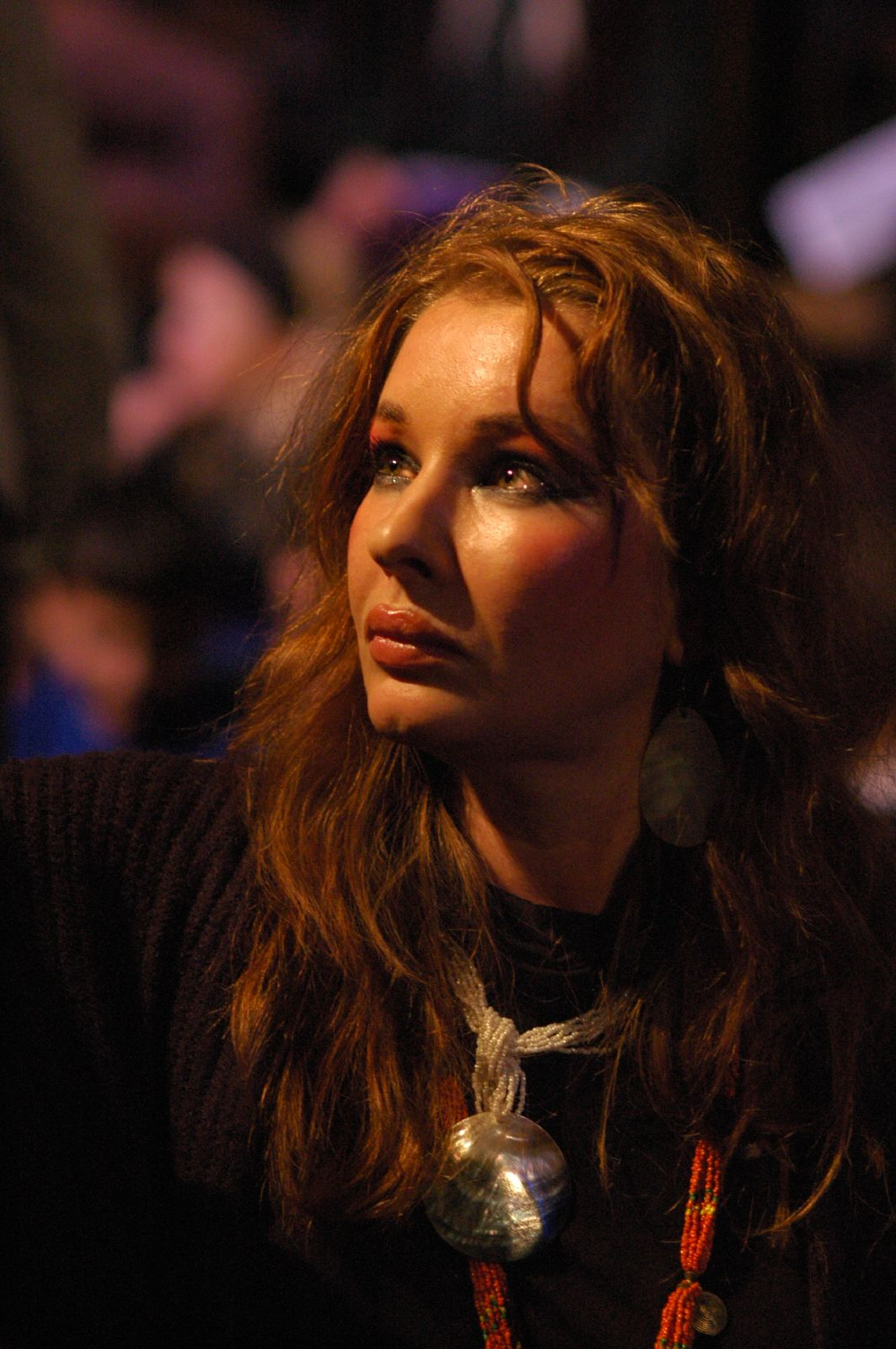
Natacha Atlas, cantante che ha collaborato con Jarre in C'est la Vie

Nello stesso anno, dopo la preview al concerto di Giza, Jarre pubblicò Métamorphoses. L'intero disco fu mixato con una prima versione di Pro Tools, una digital audio workstation progettata per registrare, modificare ed eseguire sequenze musicali in playback. Le composizioni di quest'album e i loro arrangiamenti, co-prodotti con il dj Joachim Garraud, segnarono una svolta rispetto alle sue precedenti sonorità. Questo a causa di elementi quali l'utilizzo in tutti i brani della voce e del canto, da lui quasi mai sperimentati prima, e gli effetti sonori, tra cui le interferenze radio di un cellulare utilizzate in Tout Est Bleu e la voce sintetica creata da Macintalk, un programma della Apple utilizzato in Love, Love, Love. Nell'album si notano le collaborazioni con Laurie Anderson (che già aveva cantato nel brano Diva) in Je Me Souviens, Natacha Atlas in C'est la Vie e Sharon Corr in Rendez-vous à Paris.
(Jean-Michel Jarre)
Il 1º gennaio 2000 Jarre e l'artista giapponese Tetsuya "TK" Komuro si esibirono in esclusiva suonando nuovo materiale a un concerto tenutosi ad Okinawa. Rendez-Vous in Space fu un tributo all'autore di fantascienza Arthur C. Clarke, amico personale di Jarre, che utilizzò filmati di interviste allo scrittore per introdurre ogni brano. La sequenza d'apertura del concerto fu basata sul tema della colonna sonora del film 2001: Odissea nello spazio. L'anno successivo fu tenuto un concerto benefico a sostegno dell'associazione Elpida Foundation all'Acropoli di Atene.

#### Interior MusiceSessions 2000
Nel 2001 Jarre compose Interior Music, un disco di promozione per Bang & Olufsen. L'album non venne pubblicato, ma solo regalato in omaggio ai clienti della ditta. Il 6 settembre 2002 tenne un concerto in un parco eolico di Gammel Vrå Enge, vicino Aalborg, in Danimarca. Circa quarantamila persone assistettero sotto la pioggia al concerto, che fu denominato Aero - Tribute to the Wind e si svolse nel parco eolico illuminato da laser e fuochi d'artificio. L'evento si svolse con vari problemi, tra cui i 22 mm di pioggia che si abbatterono sulla città danese e i disguidi di alcuni fan, prima per accedere e poi per lasciare il parco eolico a fine concerto. Nonostante ciò, il concerto fu visto da molti come un successo.
Questo evento segnò l'inizio di un cambiamento. Nei precedenti concerti, infatti, era sempre stato solito nel farsi accompagnare da un intero complesso di musicisti. In questo caso, invece, egli suonò con il solo ausilio del Klarup Girls Choir, di Francis Rimbert, dei Safri Duo e dell'Orchestra Sinfonica di Aalborg. Il 2002 vide anche la pubblicazione di Sessions 2000, un lavoro in stile sperimentale ed elettro-jazz, particolarmente diverso rispetto allo stile classico dei suoi lavori. L'album venne accolto positivamente dalla rivista Billboard, nonostante si fosse ben presto sparsa la voce che la sua realizzazione fosse dovuta esclusivamente alla volontà di Jarre di lasciare la Disques Dreyfus, ormai assorbita dalla Sony Music e non più in mano a Francis Dreyfus.

#### Geometry of Love
Nel 2003 Jarre compose e pubblicò Geometry of Love. L'album venne commissionato da Jean Roch come colonna sonora promozionale per il locale francese "V.I.P. Room". Le sonorità del disco erano tipicamente lounge/chillout, eseguite con uno stile più simile ai suoi precedenti lavori, soprattutto rispetto a Sessions 2000.
L'anno seguente, il 10 ottobre, fece ritorno in Cina, 21 anni dopo il famoso tour The Concerts in China, per due performance, una nella Città Proibita e una in Piazza Tiananmen. Queste vennero programmate come apertura dell'"Anno cinese per la Francia", evento di scambio culturale. I concerti vennero trasmessi live in tutto il paese e visti in enormi maxischermi nei centri commerciali cinesi. Il primo concerto si aprì con la collaborazione tra Jarre e il musicista cinese Chen Lin. Più di 15.000 spettatori assistettero per ciascuno dei due eventi. Un CD/DVD contenente filmato e registrazione audio delle due performance, Jarre in China, venne pubblicato nel 2004.

#### Téo & Téa
Il settembre 2004 vide la pubblicazione del suo primo album in 5.1, AERO, una raccolta di rivisitazioni dei suoi maggiori successi. L'album venne pubblicato nel formato CD+DVD; in quest'ultimo l'audio era accompagnato da una registrazione degli occhi di Anne Parillaud, moglie di Jarre, mentre ascolta la musica.
Il 26 marzo 2007 Jarre pubblicò Téo & Téa, il quindicesimo album in studio. Un concept album incentrato su due personaggi generati al computer, Téo e Téa che Jarre descrisse come due gemelli, rispettivamente maschio e femmina, e lanciò con due video su YouTube. L'idea fondante dell'album è quella di descrivere le varie fasi di una storia d'amore, e di dimostrare il concetto che la durata di una storia d'amore è imprevedibile. Interamente eseguito con strumentazione digitale e programmato al computer, quest'album fece segnare un allontanamento da parte di Jarre dalla strumentazione che ha da sempre caratterizzato la sua produzione musicale, preferendo invece strumenti semplici e di nuova generazione, inclusi alcuni prototipi di sintetizzatori in realizzazione. La copertina dell'album venne ispirata dal film Cuore selvaggio di David Lynch.

#### Oxygène: New Master Recording

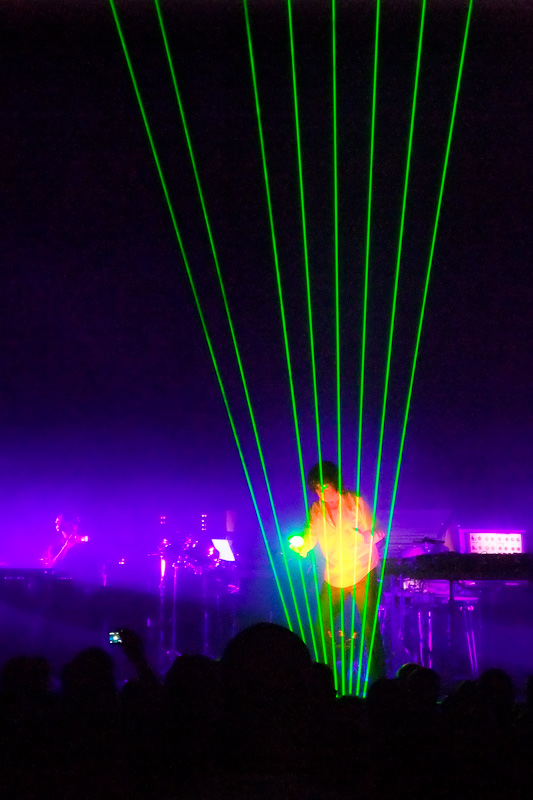
Jarre suona l'arpa laser ad Helsinki

Nell'agosto 2007 Jarre ha firmato per la EMI France. In occasione del 25º anniversario di Oxygène, ha pubblicato una versione speciale, Oxygène: New Master Recording contenente l'album rimasterizzato, un DVD con la registrazione live di un'esecuzione in studio in 2D, e un altro identico in 3D. L'esecuzione live è stata registrata per la prima volta interamente dal vivo con Francis Rimbert, Claude Samard e Dominique Perrier, senza l'ausilio di playback. Nell'esecuzione erano comprese per altro tre nuove tracce, non presenti nella pubblicazione originale, chiamate Variation (part. I, II e III) che fanno da collegamento fra i movimenti principali. Jarre ha inoltre pianificato di registrare un nuovo album utilizzando tutti i sintetizzatori analogici usati per Oxygène, e sta perciò costruendo un nuovo studio di registrazione nei sobborghi di Parigi. Nello stesso anno la Dreyfus ha pubblicato The Complete Oxygène, un box-set contenente Oxygène, Oxygène 7-13 e Re-Oxygène, album contenente alcuni remix del secondo.
Dopo la pubblicazione dell'album, è stato pianificato un tour mondiale che ha lo visto suonare in luoghi inediti per lui, come teatri e spazi chiusi. Durante una data dell'Oxygène 30th Anniversary Tour, tenutasi al Royal Albert Hall Jarre ha incontrato Brian May che gli ha proposto di tenere un concerto a Tenerife per l'Anno internazionale dell'Astronomia.
Nel 2009 è stato scelto come direttore artistico del World Sky Race ed ha accettato il ruolo di ambasciatore onorario per l'Anno Internazionale dell'Astronomia.
Qualche mese dopo ha pianificato un tour mondiale dove si è esibito in arene e teatri di tutto il mondo. La prima parte di In-Doors si è svolta in maggio 2009 ed ha toccato il nord e l'est Europa. Il proseguimento sarà caratterizzato da una data in Polonia e due minitour, uno in Francia e uno in Germania, per poi spostarsi nell'Europa sud-occidentale e, successivamente, in Australia ed America.

### 2015-2016

#### Electronica 1 & 2
Nella primavera del 2015 vengono pubblicati dei nuovi brani composti ed eseguiti da Jarre insieme a dei collaboratori, sempre attivi nel mondo della musica elettronica. Il primo brano Conquistador vede la collaborazione del giovane musicista elettronico Gesaffelstein, classe 1985, anche egli di nazionalità francese. Il secondo, Glory, è frutto della collaborazione con il gruppo francese M83. Entrambi i brani vengono proposti in varie versioni remix. Seguirà anche la pubblicazione di brani con i Tangerine Dream (Zero Gravity ideato con Edgar Froese prima della sua morte), 3D/Massive Attack ("Watching You") e ancora Vince Clarke, Little Boots, Armin Van Buuren, Pete Townshend e John Carpenter. Ogni nuova anteprima è accompagnato da un videoclip in cui Jarre parla della scelta del collaboratore e la realizzazione del rispettivo brano. A ottobre esce l'album Electronica 1: The Time Machine nei vari formati. In un'intervista a Repubblica Jarre dichiara che le collaborazioni "non sono semplici 'featuring' ma con ognuno di loro ci siamo incontrati fisicamente, abbiamo parlato e abbiamo suonato. Per me la fisicità è importante..." e svela che ci sarà una seconda parte della serie Electronica con nuovi collaboratori come David Lynch e Gary Numan.
A maggio 2016, a solo sette mesi dell'uscita del primo volume, esce Electronica 2: The Heart of Noise, album che riprende la filosofia de "1: The Time Machine" ma con nuovi collaboratori quali Pet Shop Boys, The Orb, Primal Scream e il sopracitato Numan (la collaborazione con Lynch rimane tuttora inedito). Fa notizia il brano Exit che riporta la voce registrata del whistleblower Edward Snowden.

#### Oxygène 3
A fine settembre 2016, all'indomani di una serie di concerti estivi in Europa, fra cui una data all'Auditorium Parco della Musica di Roma, e alla vigilia di una serie di date in Gran Bretagna e altri paesi del Nord Europa, Jarre stesso annuncia l'uscita imminente di Oxygène 3, il seguito di Oxygène 7-13 del 1997, a sua volta il seguito di Oxygène, il debutto del 1976. Dopo l'anteprima di Oxygene 17 in download e in streaming, il 2 dicembre 2016 esce l'album Oxygene 3 (parts 14-20).

### 2017-2019
Nel 2017 tenne un concerto nei pressi della fortezza di Masada per la salvaguardia del Mar Morto. Prese anche parte a un concerto speciale per l'apertura dell'anno giubilare al monastero di Santo Toribio de Liébana, in Spagna. Entrambi i concerti erano parte dell'Electronica Tour. Nel maggio del 2017 Jarre tenne delle tournée in Canada e negli Stati Uniti per la prima volta nella sua carriera e nel luglio dello stesso anno ne tenne un'altra in Europa.
Nel marzo del 2018 Jarre si esibì per la prima volta a Buenos Aires e Santiago del Cile come parte del suo Electronica Tour. Questi concerti, che sono i primi tenuti dall'artista in Sud America, erano originariamente previsti durante il mese di novembre del 2017, ma alcuni problemi tecnici con la società di produzione costrinsero l'artista a modificare il programma. L'artista andò in tour anche in Canada e negli Stati Uniti nel mese di aprile e partecipò alla presentazione dello spettacolo Electronica con una tracklist ridotta al Coachella Valley Music and Arts Festival. Tenne anche un concerto a Riyadh per celebrare l'ottantottesima Festa nazionale saudita (23 settembre). Nel corso dello show, che prese il nome di Green Concert vennero proiettati dei laser sui grattacieli del centro finanziario della città. Nel settembre del 2018 venne pubblicata una compilation in studio intitolata Planet Jarre - 50 Years of Music, composta da quarantuno canzoni in "quattro stili di composizione abbastanza diversi tra loro". Jarre pubblicò il suo nuovo album in studio Equinoxe Infinity nel novembre del 2018.
Il 26 novembre 2018, Jarre e Scott Kirkland dei Crystal Method annunciarono che avrebbero collaborato a una traccia a un nuovo capitolo della serie Electronica. Nel gennaio del 2019 l'istituto di credito HSBC rese Jarre la sua identità sonora. Il 3 ottobre 2019 venne pubblicata l'autobiografia di Jarre Melancolique Rodeo, edita dalla francese Robert Laffont e promossa dal compositore nel corso di una tournée. Il 7 novembre 2019 Jarre annunciò l'uscita di un'applicazione per il sistema operativo iOS denominata EōN, che contiene una grafica morphing creata da un algoritmo sviluppato da Alexis André dei Sony Computer Science Laboratories e musica generata da 7 ore di materiale registrato da Jarre. Questa musica è sempre diversa su ogni dispositivo. L'algoritmo AI che compone al momento sulla base delle regole stabilite da Jarre venne sviluppato da BLEASS. Successivamente venne messo sul mercato un cofanetto deluxe limitato con estratti dall'applicazione e un libro con fotografie.

### 2020-presente
Il 31 dicembre 2020 Jarre tenne un concerto virtuale di capodanno. Benché egli avesse suonato in uno studio di Parigi, la sua immagine apparve su uno schermo trasmesso nelle vicinanze della cattedrale di Notre-Dame. Lo spettacolo venne visto da oltre 75 milioni di spettatori il 5 gennaio 2021. Lo spettacolo venne realizzato per promuovere il suo nuovo album Welcome to the other side, che contiene 12 brani già pubblicati. La registrazione del concerto uscì su CD, LP e Blu-ray nel mese di settembre del 2021.
Il 21 giugno 2021, Jarre è stato insignito del Commendatore della Legion d'Onore dal presidente francese Emmanuel Macron al palazzo presidenziale dell'Eliseo a Parigi. Dopo la cerimonia si è esibito nello stesso luogo nell'ambito della Festa della musica. Nel marzo 2022 Jarre ha presentato un progetto dal vivo, Oxymore, all'Hyper Weekend Festival di Radio France con sede a Parigi.
Il 21 ottobre 2022 esce il ventiduesimo album Oxymore, omaggio a Pierre Henry, la cui pubblicazione viene anticipata dal singolo Brutalism.
Jarre si è esibito alla cerimonia di chiusura dei Giochi paralimpici di Parigi.

## Vita privata
Jarre è stato sposato con Flore Guillard dal 20 gennaio 1975 fino al 1977. Ha conosciuto la seconda moglie, Charlotte Rampling, durante una festa a Saint-Tropez nel 1976.
(Jean-Michel Jarre)
(Charlotte Rampling)
Entrambi erano già sposati, ma riuscirono a ottenere il divorzio (Charlotte Rampling era sposata con Bryan Southcombe). I due si sposarono e ottennero la custodia dei rispettivi figli, Émilie e Barnaby. Successivamente ebbero un figlio, David. Nel 1995 alcune fotografie della rivista Hello! ritrassero Jarre in atteggiamenti romantici con la sua segretaria Odile Froument, e nel 1996 i due si separarono. Il divorzio ufficiale avvenne nel 2002. Il terzo matrimonio per Jarre avvenne nel 2005, quando sposò Anne Parillaud. I due si separarono nel 2010.
Il quarto matrimonio si è tenuto segretamente a metà maggio 2019 con l'attrice cinese Gong Li.
Jarre ha un fratellastro e una sorellastra nati da altri matrimoni del padre - Kevin e Stéphanie - e durante la sua infanzia non ebbe praticamente contatti con il padre. Alla sua morte, nel 2009, ha comunque ricevuto parte dell'eredità.
(Jean-Michel Jarre)

## Stile musicale
Jarre si è distinto con una musica elettronica melodica, incentrata sui sintetizzatori e dalle contaminazioni pop. L'artista francese viene citato fra i massimi artisti della new age, genere che avrebbe portato a definizione con album quali Oxygène (1976) e Équinoxe (1978) nonché un nume tutelare del synth pop.
Dapprima ispirato alla musica concreta e a compositori quali Eric Satie, John Cage e Terry Riley, Jarre ha esordito come artista sperimentale privilegiando i nastri e facendo uso di sonorità al contempo dissonanti e melodiche. Con Oxygène, si è avvicinato alla musica cosmica di altri pionieri dell'elettronica quali Tangerine Dream, Klaus Schulze, Walter Carlos e Isao Tomita, privilegiando le tastiere elettroniche. A partire dallo sperimentale Zoolook (1984), seguito dalla new age elegante di Rendez-Vous (1986), il suo stile ha iniziato a spaziare dalla musica rock, al funk e al pop, mentre Revolutions (1988) e En attendant Cousteau (1990), che concede molto spazio alla musica d'ambiente di Brian Eno, sono i primi significativamente vicini alla musica etnica. Il seguente Chronologie (1993) è più vicino alla techno e alla dance, così come Metamorphoses (2000), mentre Téo & Téa (2007) ricorda a tratti le prime uscite sperimentali.

## Premi e riconoscimenti
- 1976 - Prix de l'Académie Charles Cros per "Oxygène".
- 1976 - "Grand Prix du Disque" per "Oxygène".
- 1976 - "Personality of The Year" da People (USA).
- 1979 - Guinness dei primati per il più grande concerto di sempre (La Concorde).
- 1981 - Membro onorario del Conservatorio di Pechino.
- 1985 - disco dell'anno di musica strumentale per "Zoolook" negli USA.
- 1985 - "Prix de l'Académie Charles Cros".
- 1985 - "Victories de la Musique" in Francia.
- 1987 - "Victories de la Musique" per "Rendez-vous Houston".
- 1987 - Di nuovo Guinness dei primati per il più grande concerto di sempre (Rendez-Vous Houston).
- 1987 - "Musicista europeo dell'anno" dal magazine People.
- 1990 - Di nuovo Guinness dei primati per il più grande concerto di sempre ("Paris La Defense: Un giorno in concerto").
- 1993 - Ambasciatore UNESCO.
- 1994 - "Victories de La Musique" per il tour "Europe in Concert".
- 1997 - Di nuovo Guinness dei primati per il più grande concerto di sempre con 3.5 milioni di persone all 850º anniversario della città di Mosca.
- 1998 - Premio IFPI Platinum Europe Award.
- 2005 - Ambasciatore HCA per il Hans Christian Andersen 2005 Bicentenary Festival.

Sino al 2005 ha venduto 72 milioni di dischi in tutto il mondo.
Un asteroide, è stato chiamato "4422 Jarre" in suo onore.

## Discografia
- 1972 - Deserted Palace
- 1973 - Les Granges Brûlées (colonna sonora)
- 1976 - Oxygène
- 1978 - Équinoxe
- 1981 - Les Chants Magnétiques
- 1983 - Musique pour Supermarché
- 1984 - Zoolook
- 1986 - Rendez-Vous
- 1988 - Revolutions
- 1990 - En attendant Cousteau
- 1993 - Chronologie
- 1995 - Jarremix
- 1997 - Oxygène 7-13
- 1998 - Odyssey Through O2
- 2000 - Métamorphoses
- 2001 - Interior Music
- 2002 - Sessions 2000
- 2003 - Geometry of Love
- 2007 - Téo & Téa
- 2007 - Oxygène: New Master Recording
- 2015 - Electronica 1: The Time Machine
- 2016 - Electronica 2: The Heart of Noise
- 2016 - Oxygène 3
- 2018 - Equinoxe Infinity
- 2019 – Snapshots from EōN
- 2020 – Radiophonie Vol. 10
- 2021 – Amazônia
- 2022 – Oxymore

## Filmografia
- Des garçons et des filles, regia di Étienne Périer (1967)
- La mia legge (Les granges brûlées), regia di Jean Chapot (1973)
- Agneepath, regia di Mukul S. Anand (1990)

## Strumenti
Durante I suoi concerti Jarre utilizza diversi strumenti particolarissimi, tra i quali:
- Il theremin
- L'arpa laser
- Il Cristal Baschet[117][118]
- Il digisequencer e il matrisequencer, sequencer elettronici progettati e costruiti da Michel Geiss
- La  LAG Circulaire, Magic Keyboard e altre tastiere (di forma semicircolare)